# Punk Goes Acoustic 3
Punk Goes Acoustic 3 è la diciottesima compilation della serie Punk Goes..., pubblicata dalla Fearless Records il 26 luglio 2019. È la terza raccolta che ospita rifacimenti di proprie canzoni in versione acustica, scritte da band punk rock, dodici anni dopo Punk Goes Acoustic 2.

## Tracce
1. Dance Gavin Dance – Story of My Bros – 3:06
2. Circa Survive – Act Appalled – 3:20
3. Taking Back Sunday – A Decade Under the Influence – 4:12
4. Dashboard Confessional – Screaming Infidelities (feat. Abigail Sevigny) – 4:28
5. Mayday Parade – Take This to Heart – 4:13
6. Movements – Colorblind – 3:44
7. Underoath – A Boy Brushed Red Living In Black and White – 4:47
8. Don Broco – Come Out to LA – 3:11
9. Set It Off – Wolf In Sheep's Clothing – 3:52
10. As It Is – Okay – 3:54
11. Grayscale – Atlantic – 3:50
12. The Almost – Hand Grenade – 4:16